# Anglesqueville-la-Bras-Long
Anglesqueville-la-Bras-Long è un comune francese di 120 abitanti situato nel dipartimento della Senna Marittima, nella regione della Normandia.

## Società

### Evoluzione demografica
Abitanti censiti